# Lienardia cosmia
Lienardia cosmia é uma espécie de gastrópode do gênero Lienardia, pertencente a família Clathurellidae.